# 산청 대포서원
산청 대포서원(山淸 大浦書院)은 대한민국 경상남도 산청군 생초면 대포리에 있는, 농은 민안부의 절의를 기리기 위해 세운 서원이다.
1993년 12월 27일 경상남도의 문화재자료 제198호 대포서원으로 지정되었다가, 2018년 12월 20일 현재의 명칭으로 변경되었다.

## 개요
농은 민안부의 절의를 기리기 위해 세운 서원이다.
민안부는 고려 후기 충신이며 두문동 72현(賢) 중 한 사람이다. 고려 공양왕(재위 1389∼1392) 때 예의판서에 이르렀으나, 조선의 개국으로 72현과 함께 두문동에 들어갔다. 후에 산음현의 대포리로 내려와 은둔하여 살며 고려에 대한 충성과 의리를 지켰다.
대포서원은 숙종 19년(1693)에 세웠으나, 흥선대원군의 서원철폐령으로 폐쇄되었다. 그 뒤 고종 11년(1874) 유림과 후손들이 숭절사, 숭의제, 동재·서재 등을 고쳐 세웠다.

## 같이 보기
- 민안부
- 두문동칠십이인

## 참고 문헌
- 산청 대포서원 - 국가유산청 국가유산포털